# Sceloporus cozumelae
Sceloporus cozumelae (косумельська колюча ігуана) — вид ігуаноподібних ящірок родини фриносомових (Phrynosomatidae). Ендемік Мексики.

## Поширення і екологія
Косумельські колючі ігуани мешкають в прибережних районах півострова Юкатан, в штатах Юкатан і Кінтана-Роо та на крайній півночі штату Кампече, а також на сусідніх островах Косумель, Контой і Мухерес. Вони живуть на піщаних морських узбережжях, трапляються в садах і поблизу людських поселень. Зустрічаються на висоті до 50 м над рівнем моря.